# برنامج تعليمي
البرنامج التعليمي (بالإنجليزية: Educational program)‏ هو برنامج تكتبه مؤسسة أو وزارة التربية والتعليم والذي يحدد التقدم التعليمي لكل مادة في جميع مراحل التعليم النظامي.